# Olios extensus
Olios extensus är en spindelart som beskrevs av Lucien Berland 1924. Olios extensus ingår i släktet Olios och familjen jättekrabbspindlar.
Artens utbredningsområde är Nya Kaledonien. Inga underarter finns listade i Catalogue of Life.